# John Eriksson (fotbollsspelare)
John "Jompa" Rune Eriksson, född 12 mars 1929 i Stockholm, död 24 mars 2020 i Högalids distrikt, Stockholm, var en svensk fotbollsspelare. Han var centerforward, spelade allsvensk fotboll för Djurgårdens IF 1951–60 och blev tvåfaldig svensk mästare, 1955 och 1959.  Under åren 1951–55 spelade han tio landskamper för Sverige och gjorde sammanlagt nio mål.
John "Jompa" Eriksson värvades 1950 från Värtans IK till Djurgårdens IF för att ersätta Hasse Jeppson, som blivit proffs i den italienska klubben Atalanta BC. Samma år spelade han sin första reservlagsmatch. Ett år senare debuterade han och Gösta "Knivsta" Sandberg i en match mot Gais den 30 juli 1951. I denna match gjorde båda spelarna vars sitt mål.
"Jompa" Eriksson spelade sammanlagt 123 seriematcher för Djurgårdens IF och gjorde 69 allsvenska mål. Med ett utmärkt huvudspel och excellent skytte förenade han stor genombrottskraft. En centertank av det gamla slaget, från en tid då ett fotbollslags centerforward inte behövde ägna sig åt någonting annat än att anfalla.  Han ingick i det DIF-lag, som den allsvenska säsongen 1959 spelade 17 matcher i följd utan förlust.
På Hjorthagens IP, som är hemvist för Värtans IK och även används av Djurgårdens ungdomsverksamhet, finns caféet "Jompas hörna" – uppkallat efter "Jompa" Eriksson. Efter spel i Allsvenskan, spelade Jompa i div-4-laget Vällingby AIK.